# Dorji Dema
Dorji Dema (ur. 16 października 1983) – bhutańska łuczniczka, olimpijka.
Wzięła udział w Letnich Igrzyskach Olimpijskich 2008 w Pekinie, gdzie odpadła w eliminacjach.